# Ezechiel Banzuzi
Ezechiel Banzuzi (16 februari 2005) is een Nederlands voetballer van Congolese afkomst die doorgaans als middenvelder speelt. Hij verruilde Oud-Heverlee Leuven in juli 2025 voor RB Leipzig.

## Clubcarrière
Ezechiel Banzuzi begon zijn voetbalcarrière in de jeugdopleiding van VVGZ en maakte later de overstap naar de jeugd van NAC Breda. Hij maakte zijn officiële debuut in het eerste elftal van NAC op 26 oktober 2021, tijdens een bekerwedstrijd tegen VVV-Venlo die na strafschoppen werd gewonnen. In die wedstrijd kwam hij in de 75e minuut binnen de lijnen als vervanger van Pjotr Kestens.
Op dat moment was Banzuzi pas zestien jaar oud. Gedurende het seizoen 2021 speelde hij in totaal tien wedstrijden voor het eerste elftal van NAC, ondanks dat hij toen nog geen profcontract had getekend. Zijn prestaties vielen op, en verschillende andere clubs toonden belangstelling om het jonge talent aan zich te binden.
Begin januari 2022 ontstond er commotie rond Banzuzi toen hij, voorafgaand aan de competitiewedstrijd tegen FC Eindhoven, via een Snapchat-bericht leek te hinten op een mogelijk vertrek bij NAC. Als reactie hierop besloot de clubleiding hem tijdelijk terug te zetten naar de jeugdopleiding.
Enkele weken later, in februari 2022, kreeg hij alsnog een kans om zich te herpakken. NAC haalde hem terug bij de eerste selectie, waarna Banzuzi alsnog zijn handtekening zette onder een profcontract. Daarmee bevestigde hij zijn toekomst in Breda, ondanks de eerdere onrust.
Na zijn periode bij NAC Breda zette Banzuzi zijn carrière voort bij het Belgische OH Leuven, actief in de Jupiler Pro League. OH Leuven nam Banzuzi over van NAC Breda voor 1,2 miljoen euro. Bij de Leuvense club ontwikkelde hij zich verder als een veelbelovende middenvelder en trok hij de aandacht van grotere Europese clubs.
Op 8 april 2025 maakten OH Leuven en RB Leipzig gezamenlijk bekend dat Banzuzi na het seizoen zou vertrekken naar de Duitse Bundesliga. De transfer naar Leipzig betekende een grote stap in zijn carrière en leverde OH Leuven een transfersom van 16 miljoen euro op.

### Statistieken
| Seizoen    | Club       | Land       | Competitie      | Competitie | Competitie | Nacompetitie | Nacompetitie | Beker | Beker | Totaal | Totaal |
| Seizoen    | Club       | Land       | Competitie      | Wed.       | Dlp.       | Wed.         | Dlp.         | Wed.  | Dlp.  | Wed.   | Dlp.   |
| ---------- | ---------- | ---------- | --------------- | ---------- | ---------- | ------------ | ------------ | ----- | ----- | ------ | ------ |
| 2021/22    | NAC Breda  | Nederland  | Eerste divisie  | 20         | 0          | 2            | 0            | 2     | 0     | 24     | 1      |
| 2022/23    | NAC Breda  | Nederland  | Eerste divisie  | 31         | 5          | 4            | 1            | 0     | 0     | 35     | 6      |
| Clubtotaal | Clubtotaal | Clubtotaal | Clubtotaal      | 51         | 5          | 6            | 1            | 2     | 0     | 59     | 7      |
| 2023/24    | OH Leuven  | België     | Eerste klasse A | 37         | 2          | 0            | 0            | 3     | 1     | 40     | 3      |
| 2024/25    | OH Leuven  | België     | Eerste klasse A | 29         | 2          | 0            | 0            | 2     | 1     | 31     | 3      |
| Clubtotaal | Clubtotaal | Clubtotaal | Clubtotaal      | 66         | 4          | 0            | 0            | 5     | 2     | 71     | 6      |
| 2025/26    | RB Leipzig | Duitsland  | Bundesliga      | 0          | 0          | 0            | 0            | 0     | 0     | 0      | 0      |
| Clubtotaal | Clubtotaal | Clubtotaal | Clubtotaal      | 0          | 0          | 0            | 0            | 0     | 0     | 0      | 0      |

1 Gulácsi ·
3 Geertruida ·
4 Orbán  ·
5 Bitshiabu ·
6 Elmas ·
7 Nusa ·
8 Haidara ·
9 Poulsen ·
10 Simons ·
11 Openda ·
13 Seiwald ·
14 Baumgartner ·
16 Klostermann ·
18 Vermeeren ·
19 Silva ·
20 Ouédraogo ·
22 Raum ·
23 Lukeba ·
24 Schlager ·
25 Zingerle ·
26 Vandevoordt ·
30 Šeško ·
31 Sakar ·
39 Henrichs ·
44 Kampl ·
47 Gebel ·
Coach: Rose
· Assistent-coach: Geideck
· Assistent-coach: Zickler